# Radnice v Ústí nad Orlicí
Radnice v Ústí nad Orlicí je barokní budova s hranolovou věží, dominanta Mírového náměstí v Ústí nad Orlicí.

## Historie
Stávající radnice pravděpodobně stojí na místě starší radnice, která byla zničena požárem v roce 1705. Nynější objekt byl vybudován v letech 1721–23.  V roce 1850 byla budova radnice propojena se sousední školou, v roce 1979 pak byla  k západní straně přistavěna obřadní síň. Poslední rekonstrukce a rozšíření budovy proběhly v letech 1995–98.
V budově v průběhu let sídlil okresní soud (1850–1929) nebo městské muzeum (1932–41), do současnosti (1941–2020) je sídlem městského úřadu a informačního centra.

## Architektura
Realizátorem stavby byl lichtenštejnský stavitel Jan Kristián Auer a zednický mistr Johan Stehlík. Jedná se o jednopatrový dvoukřídlý objekt s půdorysem tvaru L. Nejnápadnějším prvkem objektu je rohová hranolová věž (ta je zřejmě pozůstatkem starší stavby) s bání, lucernou, makovicí a korouhví tvaru praporce. Průčelí domu směřují do Kostelní a Sychrovy ulice, kam jsou orientovány dva vstupy: hlavní půlkruhový v patě věže a vedle pak vedlejší obdélný. Nad hlavním portálem je umístěn knížecí lichtenštějnský znak s řádem zlatého rouna a letopočtem 1723, a také pamětní deska Matěj Jozefa Sychry.